# Danh sách tập phim Tay rock Bocchi!
Tay rock Bocchi! là một bộ anime truyền hình lấy cảm hứng từ manga cùng tên của Hamaji Aki. Bộ phim được công bố vào tháng 2 năm 2021, do xưởng phim CloverWorks sản xuất, Keiichirō Saitō đảm nhiệm vai trò đạo diễn, Yūsuke Yamamoto làm trợ lý đạo diễn, Erika Yoshida phụ trách phần kịch bản, Kerorira thiết kế nhân vật, và Tomoki Kikuya soạn nhạc cho phim. Bộ phi, kể về Hitori Gotō, một cô gái mắc chứng lo âu xã hội, trên hành trình hiện thực hóa ước mơ biểu diễn trực tiếp khi gia nhập ban nhạc Đoàn kết. Dàn diễn viên lồng tiếng chính bao gồm Yoshino Aoyama trong vai Hitori, Sayumi Suzushiro trong vai Nijika Ijichi, Saku Mizuno trong vai Ryō Yamada và Ikumi Hasegawa trong vai Ikuyo Kita.

## Tập phim
| TT. | Tiêu đề                                                                                         | Đạo diễn           | Biên kịch     | Kịch bản phân cảnh | Ngày phát hành gốc   |
| --- | ----------------------------------------------------------------------------------------------- | ------------------ | ------------- | ------------------ | -------------------- |
| 1 | "Bocchi lăn lóc" Chuyển ngữ: "Korogaru Botchi" (tiếng Nhật: 転がるぼっち)                       | Saitō Keiichirō    | Yoshida Erika | Saitō Keiichirō    | 9 tháng 10 năm 2022  |
| Gotō Hitori là một cô bé hướng nội, luôn gặp khó khăn trong việc kết bạn và hòa nhập với tập thể. Niềm đam mê nhạc rock bỗng chốc nhen nhóm trong cô sau khi xem buổi phỏng vấn của một ban nhạc trên TV. Hitori quyết định học guitar với hy vọng tìm kiếm những người bạn mới. Tuy nhiên, chứng lo âu xã hội khiến Hitori không thể kết bạn trong suốt những năm tháng cấp 2. Dù vậy, cô vẫn gặt hái được thành công khi hát lại các bài hát nổi tiếng và đăng tải lên mạng dưới biệt danh "guitarhero". Vào năm nhất cấp ba, khi vẫn còn chật vật với các mối quan hệ xã hội, Ijichi Nijika (một cô gái năng động) bất ngờ mời Hitori tham gia vào ban nhạc của mình để thế chỗ cho thành viên cũ rời đi trước buổi biểu diễn. Ngập ngừng đồng ý, Hitori theo Nijika đến livehouse và gặp gỡ tay bass Yamada Ryō. Buổi biểu diễn đầu tiên diễn ra không suôn sẻ, Hitori mắc nhiều lỗi trong quá trình chơi guitar. Tuy nhiên, cô lại vui sướng khi các thành viên ban nhạc đặt cho cô biệt danh "Bocchi" và nhận ra họ là người hâm mộ kênh "guitarhero" của cô (mà không hề hay biết Hitori chính là người đứng đằng sau). |                                                                                                 |                    |               |                    |                      |
| 2 | "Hẹn em ngày mai" Chuyển ngữ: "Mata Ashita" (tiếng Nhật: また明日)                              | Fujiwara Yoshiyuki | Yoshida Erika | Saitō Keiichirō    | 16 tháng 10 năm 2022 |
| Sau màn trình diễn đầu tiên không mấy suôn sẻ, Hitori được biết rằng nhiều livehouse tính phí biểu diễn cho các ban nhạc dựa trên số lượng vé bán được. Để bù đắp cho khoản tiền thiếu hụt, cả nhóm quyết định xin việc tại chính livehouse họ vừa diễn, nơi Seika (chị gái của Nijika) làm quản lý. Hitori vốn hay lo lắng và ngại giao tiếp, đã cố gắng khiến mình bị cảm lạnh để né tránh công việc và giao tiếp với mọi người. Tuy nhiên, nỗ lực của cô không thành công và buộc phải đến livehouse làm việc. Mặc dù cảm thấy lo lắng và bối rối khi phải rót và phục vụ đồ uống trong một môi trường đông đúc, Hitori vẫn cố gắng hoàn thành nhiệm vụ của mình. Nhìn một ban nhạc rock biểu diễn trên sân khấu, cô có thêm động lực để theo đuổi đam mê âm nhạc. Ngày hôm sau, Hitori bị cảm lạnh và phải nghỉ ngơi tại nhà. |                                                                                                 |                    |               |                    |                      |
| 3 | "Có mặt ngay đây" Chuyển ngữ: "Hase Sanzu" (tiếng Nhật: 馳せサンズ)                             | Yamamoto Yūsuke    | Yoshida Erika | Yamamoto Yūsuke    | 23 tháng 10 năm 2022 |
| Hitori dồn hết can đảm để ngỏ lời mời Kita Ikuyo (bạn cùng lớp) làm giọng hát và guitar đệm cho ban nhạc Đoàn kết. Kita vui vẻ nhận lời và đề nghị Hitori hướng dẫn. Trên đường đến Shimokitazawa, Kita hoảng hốt khi nhìn thấy Nijika và Ryō (hai thành viên khác của ban nhạc). Lý do khiến Kita hoảng hốt là vì cô chính là tay guitar đã bỏ chạy trong buổi diễn trực tiếp trước đó. Kita lo lắng và cảm thấy xấu hổ vì hành động của mình. Tuy nhiên, người quản lý livehouse lại thuyết phục cô làm việc tại livehouse. Với tính cách hướng ngoại, Kita nhanh chóng hòa nhập và tạo ấn tượng tốt với mọi người. Những cô gái khác trong ban nhạc đã thuyết phục cô tham gia thêm lần nữa. Sau nhiều lần đắn đo, Kita quyết định quay trở lại ban nhạc. |                                                                                                 |                    |               |                    |                      |
| 4 | "(Những) cô nàng nhảy cao" Chuyển ngữ: "Janpingu Gāru(zu)" (tiếng Nhật: ジャンピングガール(ズ)) | Kariya Nobuhide    | Yoshida Erika | Kariya Nobuhide    | 30 tháng 10 năm 2022 |
| Hitori nhận nhiệm vụ viết lời cho một bài hát gốc mới. Để lấy cảm hứng, cô cố gắng tưởng tượng bản thân là một nữ hoàng tiệc tùng sôi động, nhưng điều này lại khiến gia đình cô hoảng sợ. Ngày hôm sau, cả ban nhạc quyết định đi chơi công viên để tìm kiếm cảm hứng sáng tác và tăng sự hiện diện trên mạng xã hội bằng cách chụp ảnh nhóm. Tuy nhiên, Hitori lại lo lắng về việc trở thành "kẻ ham hố sự chú ý" trên mạng xã hội. Trong lúc đi dạo, Hitori tình cờ gặp Ryō tại một quán cà phê nhỏ. Ryō chia sẻ với Bocchi rằng cô từng là thành viên của một ban nhạc khác nhưng đã rời đi vì cảm thấy họ đang đánh mất bản thân để chạy theo xu hướng thịnh hành. Lời tâm sự của Ryō đã truyền cảm hứng cho Hitori. Đêm đó, cô tìm thấy ý tưởng cho bài hát mới và háo hức muốn chia sẻ với mọi người. Đồng thời, Hitori cũng mong muốn được chụp thêm nhiều ảnh cùng các thành viên trong ban nhạc để lưu giữ những kỷ niệm đẹp. |                                                                                                 |                    |               |                    |                      |
| 5 | "Chú cá không biết bay" Chuyển ngữ: "Tobenai Sakana" (tiếng Nhật: 飛べない魚)                   | Kawakami Yūsuke    | Yoshida Erika | Kawakami Yūsuke    | 6 tháng 11 năm 2022  |
| Nijika hoảng hốt khi Seika thông báo rằng ban nhạc Đoàn kết sẽ không được biểu diễn trong buổi hòa nhạc tiếp theo của livehouse nếu không tham gia buổi duyệt trước. Cả nhóm quyết định dồn sức tập luyện bài hát gốc mới của họ trong tuần tới. Nhờ tập luyện, ban nhạc đã vượt qua buổi duyệt một cách suôn sẻ. Sau buổi duyệt, Seika lặng lẽ tiết lộ với bạn mình rằng cô tổ chức buổi duyệt để thúc đẩy cả nhóm luyện tập chăm chỉ hơn. Hitori cảm thấy vô cùng lo lắng khi biết mình cần bán được ít nhất năm vé để hòa vốn phí đặt chỗ địa điểm cho ban nhạc. |                                                                                                 |                    |               |                    |                      |
| 6 | "Tám lượt xem" Chuyển ngữ: "Hakkei" (tiếng Nhật: 八景)                                          | Fujiwara Yoshiyuki | Yoshida Erika | Fujiwara Yoshiyuki | 13 tháng 11 năm 2022 |
| Hitori rơi vào tình huống bế tắc khi nhận ra người duy nhất có thể giúp đỡ cô mua vé là bố mẹ. Lòng tự trọng lại ngăn cản cô nhờ vả họ bán vé cho người khác. Tâm trạng u uất, Hitori ngồi trong công viên và gặp Hiroi Kikuri (một cô gái nghiện rượu). Khi trò chuyện, Kikuri tiết lộ mình là tay bass của một ban nhạc và muốn cảm ơn Bocchi vì đã cho mình đồ ăn. Đáp lại, Kikuri đề nghị cùng Hitori tổ chức một buổi biểu diễn đường phố ngẫu hứng để bán vé. Sau buổi biểu diễn, hai cô gái đã mua hai vé từ Hitori. Kikuri cũng mua vé thứ ba và là vé cuối cùng. Khi xem pháo hoa, Hitori thông báo cho các thành viên trong ban nhạc rằng cô đã bán hết vé, nhưng cả nhóm lại nghi ngờ cô nói dối để giữ thể diện. |                                                                                                 |                    |               |                    |                      |
| 7 | "Đến nhà em" Chuyển ngữ: "Kimi no Uchi Made" (tiếng Nhật: 君の家まで)                           | Shinohara Keisuke  | Yoshida Erika | Amata Janchiki     | 20 tháng 11 năm 2022 |
| Nijika và Kita quyết định đến nhà Hitori để cùng nhau lên ý tưởng cho những chiếc áo thun họ sẽ mặc trong buổi biểu diễn sắp tới. Đây là lần đầu tiên Hitori mời bạn bè đến nhà chơi, vì vậy cô đã trang trí nhà cửa một cách quá đà khiến cả nhóm cảm thấy bối rối. Bố mẹ của Hitori mặc dù không tin rằng con gái mình có bạn bè, nhưng vẫn dành thời gian trò chuyện và quan tâm đến Nijika và Kita. Cả ngày trôi qua, họ dành thời gian vui vẻ bên nhau nhưng lại không đi đến đâu về ý tưởng thiết kế áo thun. Đến tối, cả ba quyết định sử dụng mẫu áo thun đơn giản ban đầu do Nijika đề xuất. Tuy nhiên, kế hoạch của ban nhạc gặp phải trở ngại lớn khi một cơn bão đột ngột đổi hướng, tiến gần đến Tokyo vào ngày diễn của họ. |                                                                                                 |                    |               |                    |                      |
| 8 | "Tay rock Bocchi" Chuyển ngữ: "Botchi Za Rokku" (tiếng Nhật: ぼっち・ざ・ろっく)                | Seo Takeshi        | Yoshida Erika | Saitō Keiichirō    | 27 tháng 11 năm 2022 |
| Mặc dù cơn bão khiến lượng khán giả tham dự buổi hòa nhạc giảm mạnh, ban nhạc Đoàn kết vẫn quyết tâm thực hiên buổi trình diễn. Tuy nhiên, trước sự vắng vẻ và những bình luận thờ ơ của người xem, tinh thần của các thành viên (ngoại trừ Hitori) bắt đầu chùng xuống. Điều này đã dẫn đến một số lỗi sai trong phần trình diễn mở đầu, những lỗi mà cả nhóm không hề mắc phải trong buổi duyệt trước đó. Nhận thấy sự nản lòng của mọi người, Hitori bất ngờ độc tấu guitar ngẫu hứng. Màn trình diễn đã vực dậy tinh thần của các ban nhạc và giúp cả nhóm hoàn thành tốt phần còn lại của chương trình. Vào cuối ngày, Nijika tiết lộ rằng cô đã đoán ra danh tính "guitarhero" bí ẩn chính là Hitori. Hitori tỏ ra ngại ngùng và xin lỗi vì muốn giữ bí mật cho đến khi bản thân trau dồi kỹ năng hơn để không làm thất vọng người hâm mộ. Tuy nhiên, Nijika tin tưởng rằng với tài năng của Hitori, ước mơ của cô về việc nối bước Seika và biến livehouse Starry trở nên nổi tiếng sẽ sớm thành hiện thực. |                                                                                                 |                    |               |                    |                      |
| 9 | "Thang cuốn Enoshima" Chuyển ngữ: "Enoshima Esukā" (tiếng Nhật: 江ノ島エスカー)                 | Hiramine Yoshihiro | Yoshida Erika | Hiramine Yoshihiro | 4 tháng 12 năm 2022  |
| Kỳ nghỉ hè sắp kết thúc, Hitori chìm trong nỗi buồn và thất vọng vì không có ai rủ đi chơi như những bạn học sinh cấp 3 bình thường khác. Thấu hiểu tâm trạng của Hitori, Ryō, Nijika và Kita đã quyết định rủ cô đi biển Enoshima. Chuyến đi của Hitori không hề suôn sẻ khi cô liên tục gặp phải những rắc rối: bị người lạ trêu ghẹo, diều hâu tấn công, cho Ryō mượn tiền, và đau nhức cơ bắp vào ngày hôm sau do leo lên những dãy cầu thang dài đến đền Enoshima. Tuy vậy, Hitori vẫn cảm thấy hạnh phúc và ước gì mình có thể quay lại ngày đầu tiên của kỳ nghỉ hè. |                                                                                                 |                    |               |                    |                      |
| 10 | "Khi trời tối" Chuyển ngữ: "Afutā Dāku" (tiếng Nhật: アフターダーク)                            | Kawakami Yūsuke    | Yoshida Erika | Kawakami Yūsuke    | 11 tháng 12 năm 2022 |
| Hitori nghe tin trường học đang tuyển các ban nhạc biểu diễn tại lễ hội văn hóa sắp tới, nhưng lại không thể tự mình nộp đơn xin tham gia cho ban nhạc Đoàn kết. Thay vào đó, Kita đã tự nộp đơn thay Hitori. Tuy nhiên, sau khi nhìn thấy phản ứng lo lắng của Hitori, Kita lại cảm thấy áy náy. Kikuri xuất hiện tại Starry và mời cả nhóm đến xem ban nhạc rock Sick Hack của cô biểu diễn trực tiếp theo phong cách psychedelic tại livehouse Folt ở Shinjuku. Sau chương trình, Kikuri tâm sự với Hitori rằng cô cũng từng cô đơn suốt thời đi học và nghĩ rằng chơi guitar sẽ giúp mình nổi tiếng. Kikuri chia sẻ cô đã uống rượu để giải tỏa căng thẳng vào ngày biểu diễn trực tiếp đầu tiên. Kikuri hứa sẽ đến xem buổi biểu diễn tiếp theo của Hitori tại trường học. Hitori cảm thấy rất vui và háo hức mong chờ đến lễ hội văn hóa. |                                                                                                 |                    |               |                    |                      |
| 11 | "Hoàng hôn thập nhị phân" Chuyển ngữ: "Jūnishinhō no Yūkei" (tiếng Nhật: 十二進法の夕景)        | Yamamoto Yūsuke    | Yoshida Erika | Yamamoto Yūsuke    | 18 tháng 12 năm 2022 |
| Ngày đầu tiên của lễ hội văn hóa, Hitori trốn trong một góc vắng vẻ của trường, lo lắng rằng kênh "guitarhero" của mình đã lâu không cập nhật. Sợ rằng người hâm mộ sẽ quay lưng nếu cô không đăng bài mới, Hitori chìm trong lo âu. Lúc này, các thành viên ban nhạc tìm thấy Hitori. Cả nhóm rủ Hitori đi tham quan trường trước khi đưa cô trở lại lớp học để tiếp tục sắm vai hầu gái. Tại quán cà phê, Hitori gặp nhiều khó khăn trong việc thực hiện các công việc cơ bản. Ngược lại, Kita, Nijika, và Ryō đều thành công thu hút khách hàng nhờ màn hóa trang thành hầu gái do bạn học của Hitori thực hiện. Sau đó, ban nhạc Đoàn kết đến thăm phòng tập thể dục nơi cả nhóm sẽ biểu diễn. Hitori chia sẻ với các thành viên khác về cây đàn cũ mà cô mượn từ bố mình. Ngày hôm sau, ban nhạc bước lên sân khấu để trình diễn các bản nhạc gốc. Dưới khán đài, gia đình và bạn bè cả bốn thành viên đều có mặt để cổ vũ cho họ. |                                                                                                 |                    |               |                    |                      |
| 12 | "Ánh nắng buổi sáng rọi vào em" Chuyển ngữ: "Kimi ni Asa ga Furu" (tiếng Nhật: 君に朝が降る)    | Saitō Keiichirō    | Yoshida Erika | Saitō Keiichirō    | 25 tháng 12 năm 2022 |
| Trong buổi biểu diễn, cây đàn guitar của Hitori gặp trục trặc. Đàn nghe sai nhịp, và một dây đàn thậm chí còn bị đứt ngay trước phần độc tấu. Tuy nhiên, nhờ sự ứng biến của Kita và việc sử dụng bình đựng rượu sake bằng thủy tinh của Kikuri làm thanh slide tạm thời, Hitori đã hoàn thành phần trình diễn. Sau khi bài hát kết thúc, Kita cố gắng nhường sự chú ý cho Hitori. Tuy nhiên, Hitori lại hoảng sợ và nhảy xuống đám đông, dẫn đến việc ngã sõng soài. Buổi biểu diễn kết thúc, bố của Hitori tiết lộ rằng ông đã bí mật kiếm tiền từ tài khoản "guitarhero" của cô và đưa cho cô số tiền quảng cáo trên kênh. Ông bảo Hitori sử dụng số tiền để mua một cây đàn guitar mới. Cùng với các thành viên ban nhạc, Hitori đến cửa hàng nhạc cụ để mua đàn. Tuy nhiên, cô lại gặp khó khăn trong việc giao tiếp với nhân viên bán hàng vì tính rụt rè của mình. Nhờ sự giúp đỡ của Kita, Hitori cuối cùng cũng chọn được cây đàn guitar mới ưng ý. |                                                                                                 |                    |               |                    |                      |

## Băng đĩa
| Băng đĩa | Băng đĩa | Tập phim            | Ngày phát hành       | T.k   |
| -------- | -------- | ------------------- | -------------------- | ----- |
|          | Tập 1    | 1–2                 | 28 tháng 12 năm 2022 | [ 6 ] |
| Tập 2    | 3–4      | 25 tháng 1 năm 2023 | [ 7 ]                |       |
| Tập 3    | 5–6      | 22 tháng 2 năm 2023 | [ 8 ]                |       |
| Tập 4    | 7–8      | 22 tháng 3 năm 2023 | [ 9 ]                |       |
| Tập 5    | 9–10     | 26 tháng 4 năm 2023 | [ 10 ]               |       |
| Tập 6    | 11–12    | 24 tháng 5 năm 2023 | [ 11 ]               |       |